# Leslie Stevens
Leslie Clark Stevens III, född 3 februari 1924 i Washington, D.C., död 24 april 1998 i Los Angeles, Kalifornien, var en amerikansk regissör.